# ديفيد لوفيفر
ديفيد لوفيفر (بالفرنسية: David Lefèvre)‏ هو دراج فرنسي، ولد في 29 أبريل 1972 في موبيج في فرنسا.

## وصلات خارجية
- ديفيد لوفيفر على موقع أرشيف الدراجات (الإنجليزية)
- ديفيد لوفيفر على موقع إحصائيات الدراجات الإحترافية (الإنجليزية)